# Iljusjin
Iljusjin (russisk: Илью́шин) er et russisk (tidligere sovjetisk) firma som laver flyvemaskiner. Det blev grundlagt af Sergej Vladimirovitj Iljusjin. Alle modeller starter med præfikset "Il-" (i som i India og l som i Lima).
Iljusjin er som de øvrige større russiske flyproducenter lagt ind under selskabet United Aircraft Corporation, der er ejet af den russiske regering.

## Flytyper udviklet af Iljusjin
Her er en liste over Iljusjin-fly og deres tilhørende NATO-rapporteringsnavn, hvis eksisterende.

### Civile flyvemaskiner
- Il-12 'Coach'
- Il-14 'Crate'
- Il-18 'Coot'
- Il-20
- Il-24
- Il-62 'Classic'
- Il-86 'Camber'
- Il-96
- Il-103
- Il-112
- Il-114
- Il-214 Multi-Role Transport Aircraft (MTA)
- RRJ (Russian Regional Jet)

### Militære flyvemaskiner
- DB-3
- Il-2 'Bark'
- Il-4 'Bob'
- Il-10 'Beast'
- Il-20 'Coot-A'
- Il-22 'Coot-B'
- Il-28 'Beagle'
- Il-38 'May'
- Il-76 'Candid'
- A-50 'Mainstay'
- Il-78 'Midas'
- Il-80 'Maxdome'
- Il-82

### Eksperimentalfly og prototyper
- A-60 eksperimentel Il-76 med laservåben
- I-21 jagerfly
- Il-1 jagerfly
- Il-6 bombefly
- Il-8 jagerbomber
- Il-16 jagerbomber
- Il-18 passagerfly
- Il-20 jagerbomber
- Il-22 bombefly
- Il-30 bombefly
- Il-32 svævefly
- Il-40 jagerbomber
- Il-46 bombefly
- Il-54 bombefly
- Il-102 jagerbomber